# Бартоломео Амманаті
Бартоломео Амманаті (італ. Bartolomeo Ammanati; 18 липня 1511—13 квітня 1592) — італійський скульптор і архітектор доби маньєризму. Автор планування садів Боболі біля палацу Пітті (ландшафтний архітектор).

## Біографія
Народився в містечку Сеттіньяно поблизу Флоренції.
Навчався у скульптора Баччо Бандінеллі і скульптора, що став пізніше архітектором, Якопо Сансовіно. Не дивно, що і Амманаті працював в обох цих галузях. Хоча більше відомі його архітектурні споруди — оригінальні і ті, які він виконував за проєктами інших архітекторів. В творчому доробку митця — праця на побудові Бібліотеки Марчіана у Венеції, на будівництві палаців в містах Лукка та Флоренція. За проєктом Мікеланджело Бартоломео амманаті вибудовав найбільш чудернацькі і незвичні сходи в приміщенні Бібліотеки Лауренціана у Флоренції.
Був злученний папою римським до побудови Вілли Джулія в Римі, де реалізував проєкт архітектора Віньоли разом із Джорджо Вазарі. Серед значущих споруд Бартоломео Амманаті — монументальні паркові корпуси палаццо Пітті. Виступив як ландшафтний архітектор при розплануванні садів Боболі.
Працював у Флоренції, Римі, Внеції, Падуї, де виступав як майстер меморіальної пластики, створивши низку надгробків з портретними і алегоричними скульптурами. По смерті скульптора Баччо Бандінеллі виграв конкурс на продовження побудови фонтану Нептуна у Флоренції на площі Синьорії. Надав обличчю Нептуна портретні риси володаря Флоренції з роду Медічі. Працював над декоративними фігурами для фонтана десять років. його помічником і учнем цього періоду був скульптор Джованні да Болонья. Роботу над фонтаном завершив флорентійський скульптор П'єтро Такка.
Узяв шлюб з Лаурою Баттіферрі, відомою як тогочасна поетеса.
Занадто релігійний, впав у фанатизм і засудив свої ранішні скульптурні твори з оголеністю як гріховні. За заповітом передав все власне майно ордену єзуїтів.
Помер у Флоренції. Похований разом із дружиною в церкві Сан Джованіно дельї Сколопі у Флоренції.

## Галерея споруд

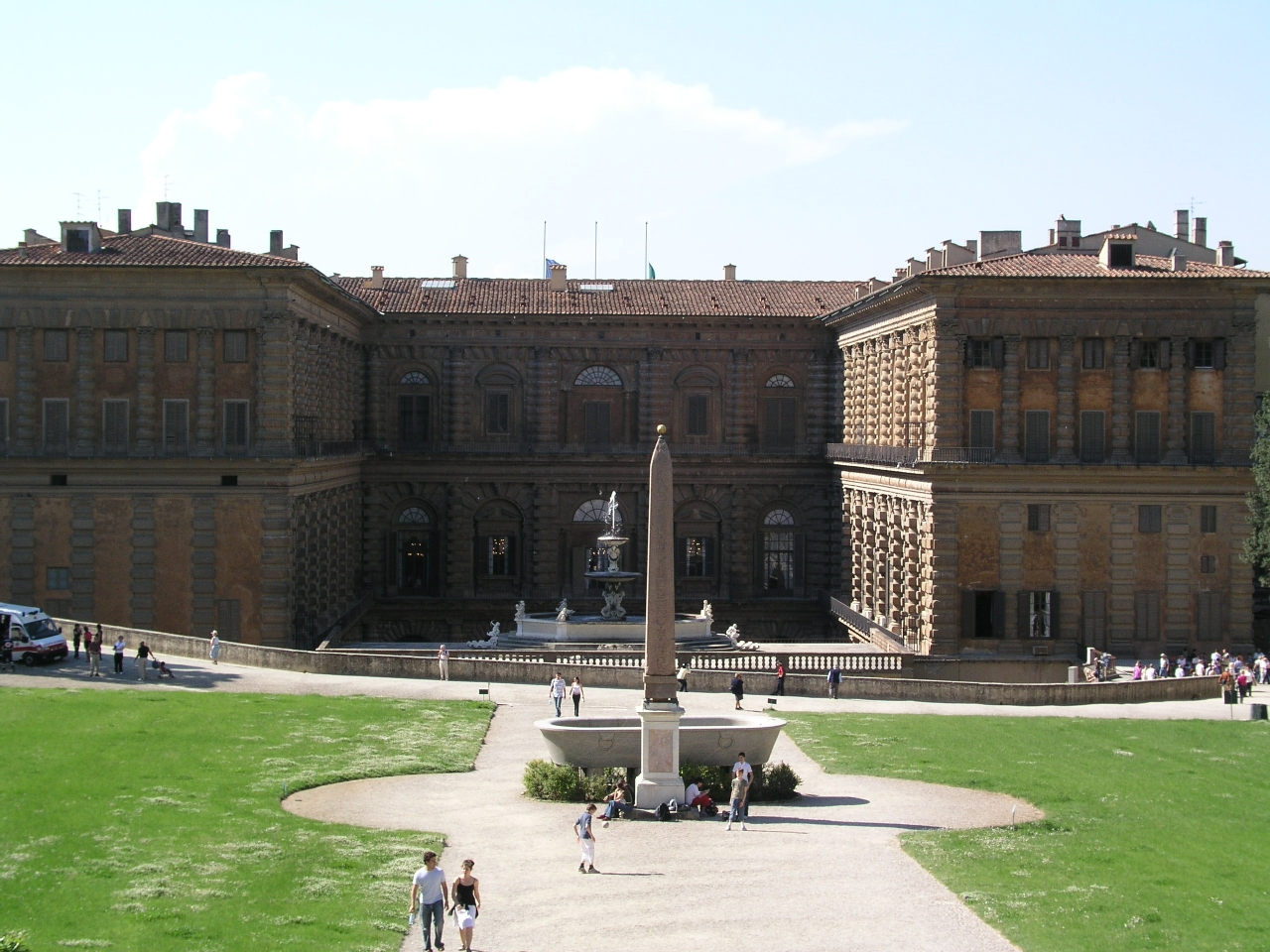
Садові корпуси палаццо Пітті
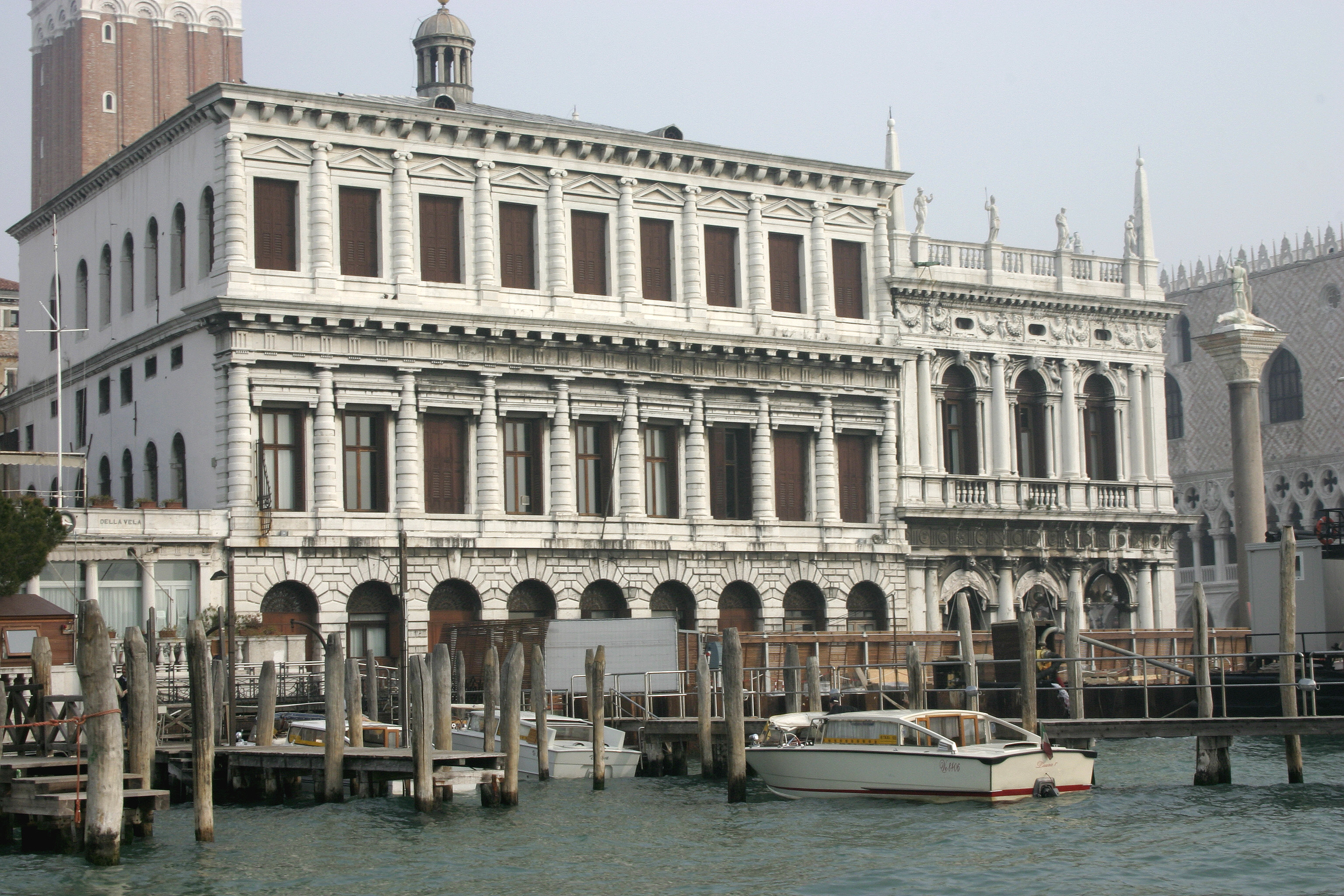
Корпуси бібліотеки Сан-Марко в Венеції.
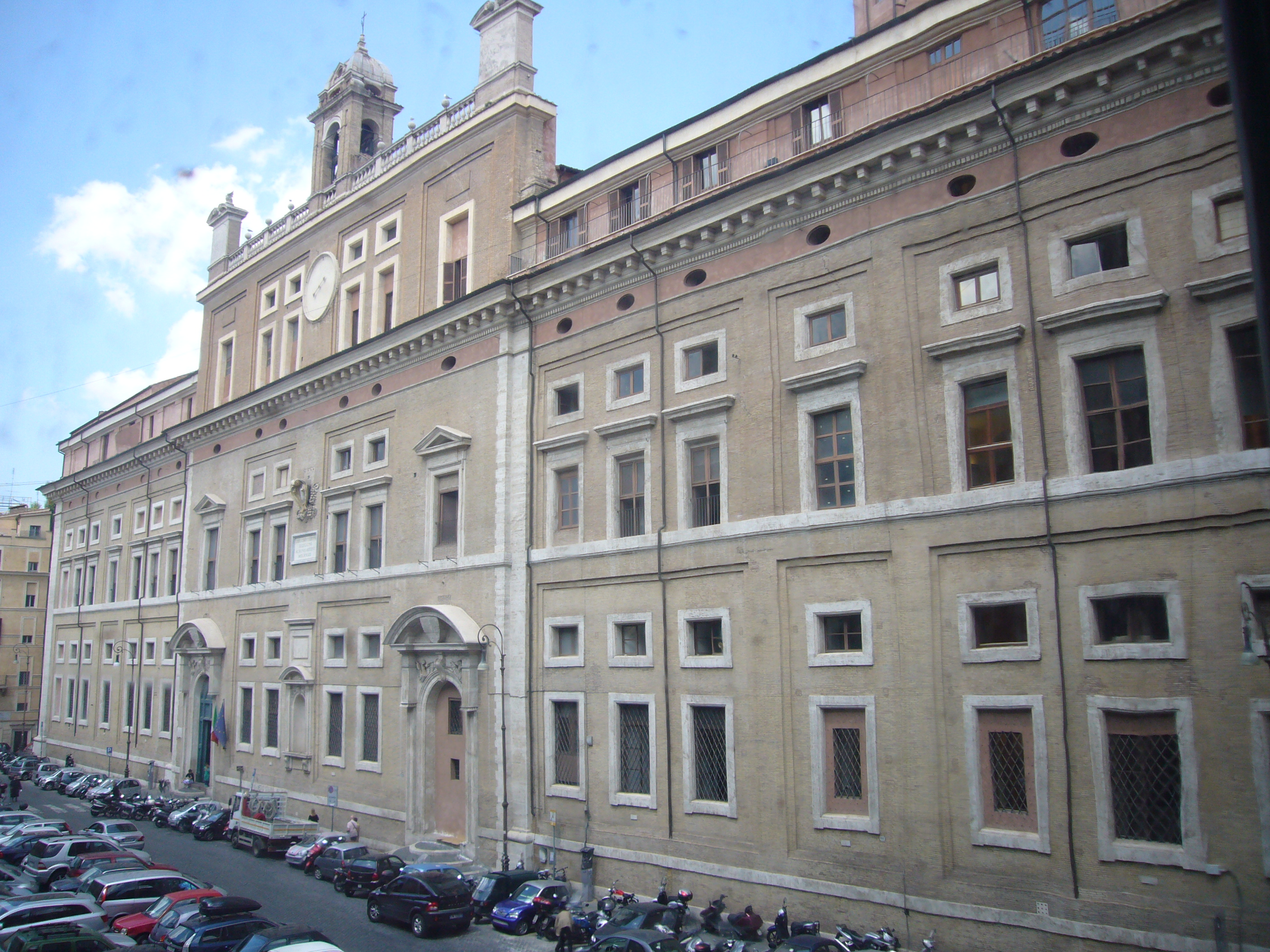
Колегіум єзуїтів, Рим
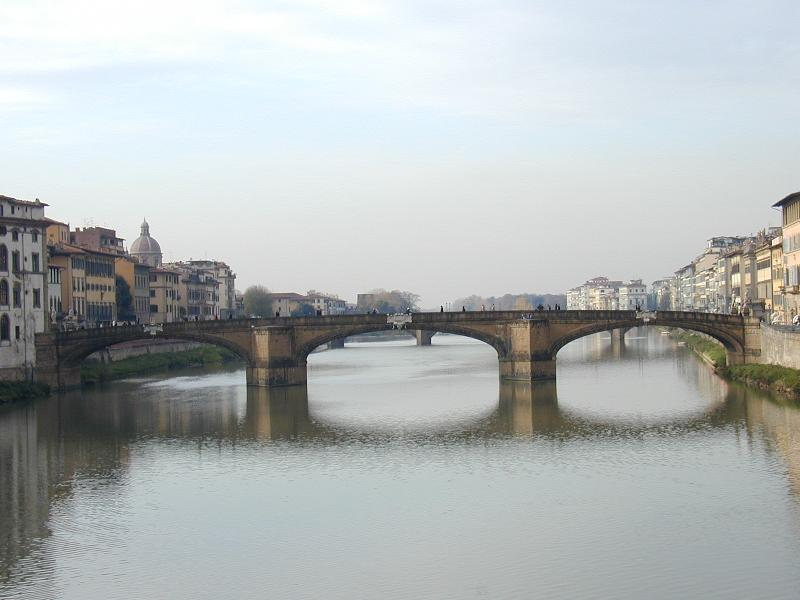
Понте Санта Триніта, Флоренція

## Участь у побудові

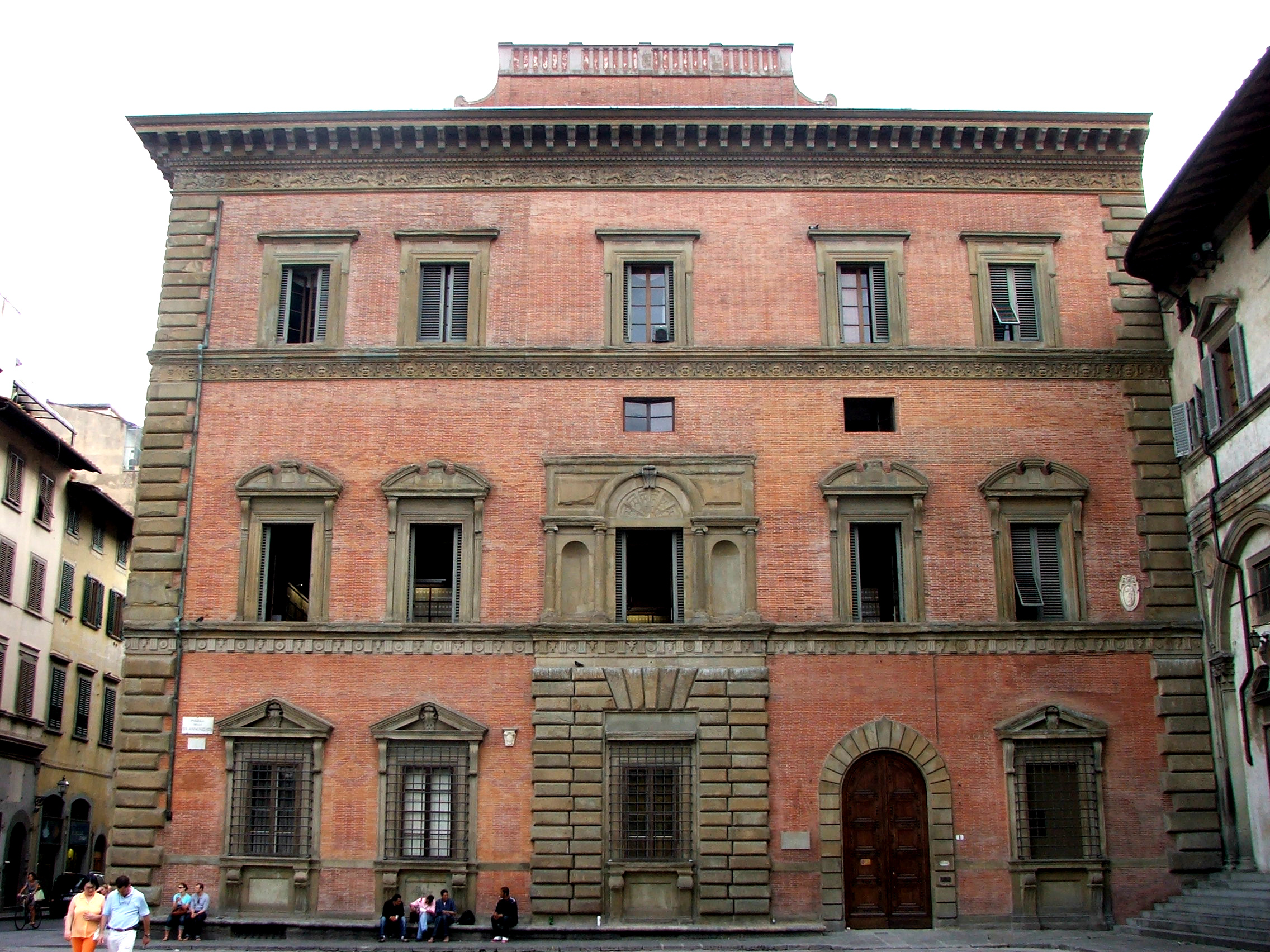
Палаццо Будіні Гаттаі, головний фасад.

- міст через річку Арно Санта-Триніта (Флоренція)
- бібліотека Сан Марко (Венеція) за проєктом архітектора Якопо Сансовіно, його помічник
- церква Еремітані (Падуя)
- вілла Джулія (Рим) за проєктом архітектора Віньоли, його помічник і співавтор
- добудова величних садових корпусів палаццо Пітті у Флоренції.
- палаццо Будіні Гаттаі
- палаццо Фйораванті
- палаццо Джиньі
- палаццо Векьяреллі (Рим)
- Вілла Медічі, добудови (Рим)
- фонтан Нептуна на П'яцца делла Сіньйорія у Флоренції.
- добудови парадних сходинок в бібліотеці Лауреціана (за проєктом Мікеланджело, (Флоренція).
- Колегіум єзуїтів (Рим).

## Скульптури
- «Лєда і лебідь», 1535

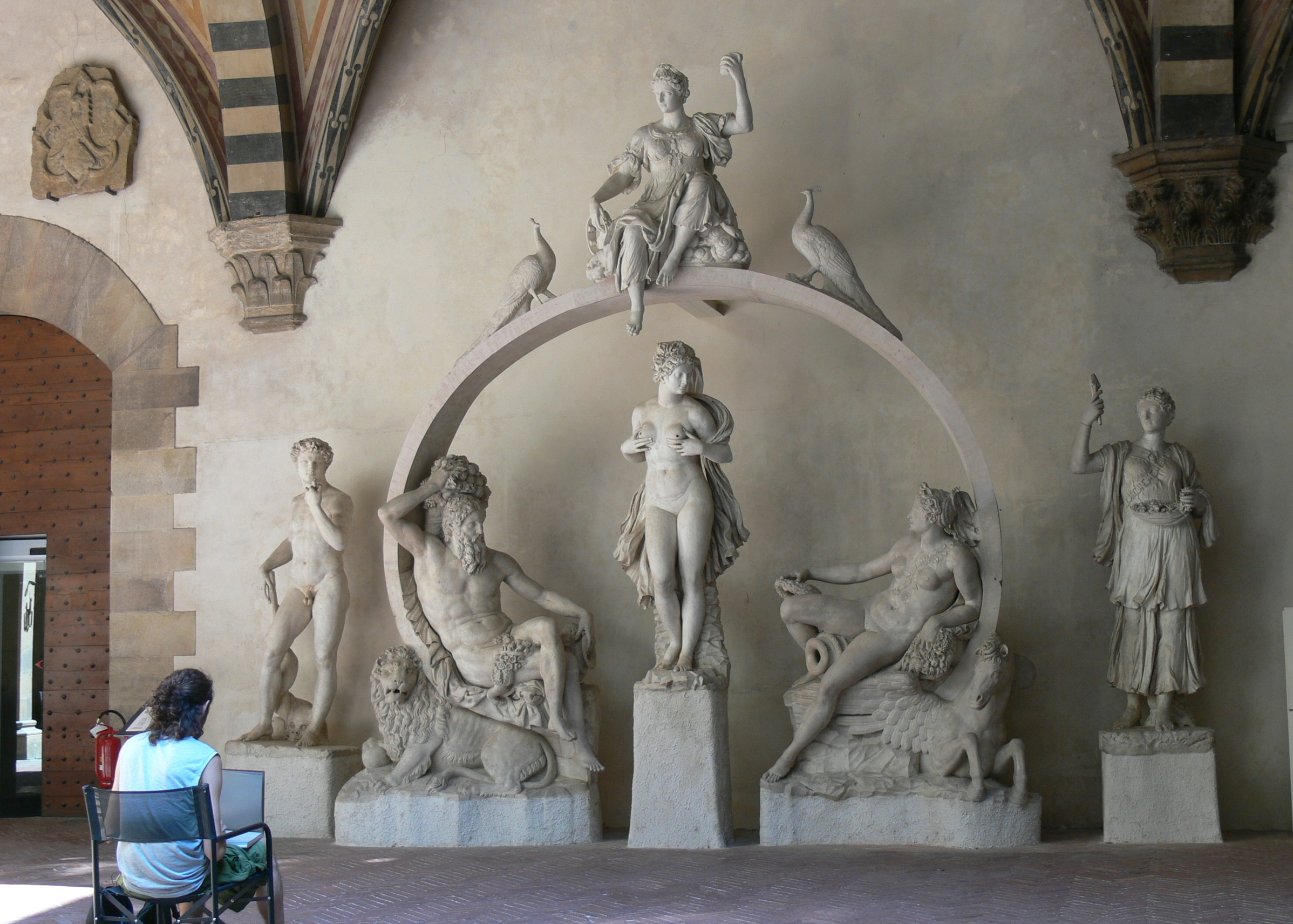
Бартоломео Амманаті. Алегорична композиція з Юноною, Музей Барджелло, Флоренція

- «Лєда і лебідь» за малюнком Мікеланджело
- Бог війни Марс
- Богиня кохання Венера, Національний музей Прадо, Мадрид
- фонтан Нептуна на П'яцца делла Сіньйорія у Флоренції.
- алегорії річок Тибр та Арно для фонтану Нептуна у Флоренції
- "Алегорія влади " (Ops) з биком Зевсом, бронза, Палаццо Веккіо, Флоренція
- Морський кінь з вершником, Художній музей Волтерс, США
- Надгробок юриста Джованні Бонкаопаньї, 1574